# Looking for Mr. Goodbart
«Looking for Mr. Goodbart» (рус. «В поисках Добробарта») — двадцатый эпизод двадцать восьмого сезона мультсериала Симпсоны, и 616-й эпизод сериала. Он вышел в эфир в США на канале Fox 30 апреля 2017.

## Сюжет
Эпизод начинается in medias res. Барт появляется перед зрителями в хорошей одежде, причёсанным и уверенным в себе. Он ломает «четвертую стену», спрашивая зрителя, не хочет ли он узнать, почему он изменился. Затем Барт возвращается к началу.
Двумя месяцами ранее, в День бабушки и дедушки, Барт меняет текст песни для бабушки и дедушки, и директор Скиннер берет его под стражу. Дедушка останавливает их, говоря, что он силён, чтобы наказать маленького мальчика, но он боится наказать ветерана. Скиннер делает это и наказывает ему написать на доске: «Я только что написал одну, и я уже устал». Пока Скиннер думает о наказании для Барта, входит его мать Агнес Скиннер и просит его отвезти её на автобусную остановку. Скиннер посылает Барта, который садится с ней в автобус и едет в кондитерскую. Узнав, что ему можно дарить подарки для сопровождающих пожилых женщин, он проводит время со многими другими. Одна из них, Фиби, понимает, что он делает, но соглашается дать ему денег, если он сможет забрать её четыре дня подряд из дома престарелых. Тем временем Гомер становится зависимым от игры Peekimon Get (пародия на Pokémon Go). Играя, он провоцирует аварию и неразбериху, но Лиза считает, что игра помогает ему тренироваться, поэтому она поощряет его играть и сопровождает его. Когда он обнаруживает, что может купить внутриигровой контент за реальные деньги, Лиза неохотно соглашается на это, и Гомер тратит 600 долларов из сбережений семьи.
Барт приезжает в дом престарелых и берет Фиби в лес, чтобы вместе полюбоваться природой. Через четыре дня она дает ему обещанные деньги, но он отказывается. Признав, что он изменился, Фиби отдает ему свой фотоаппарат, говоря, что она «завещала» его ему. Узнав значение этого слова, Барт понимает, что Фиби упоминала о планах совершить самоубийство. Барт обращается к Гомеру и Лизе, которые нанимают других игроков Peekimon Get для помощи в поисках Фиби в лесу. Они находят её живой, и она благодарит Барта за то, что он показал, что ей ещё есть ради чего жить.
Барт заканчивает своё повествование, узнав, что неправильно играть женскими сердцами и пользоваться пожилыми людьми. В доме престарелых он рассказывает свою историю дедушке и извиняется перед ним за то, что смутил его, хотя дедушка жалуется на то, как долго длилась эта история. Мардж обнаруживает, что Гомер потратил их деньги, но как только он уверяет её, что игра скоро угаснет, учится довольствоваться этим. Во время финальных титров Гомер и Лиза поют пародию на оригинальную тему аниме-покемонов.

## Приём
В мае 2017 года эпизод подвергся критике со стороны протоиерея Андрея Новикова, он назвал его примером «мощной пропаганды» Голливуда, которая осуществляется с целью разложить общество. Показывающий в России «Симпсонов» телеканал 2x2 отказался от трансляции эпизода. PR-директор 2x2 объяснила это тем, что телеканал «не показывает контент, который может скомпрометировать канал и вызвать неоднозначную реакцию в обществе». Подобная реакция РПЦ была связана с нашумевшим делом уральского блогера Руслана Соколовского, которого приговорили к 2 годам и 3 месяцам тюрьмы условно после того, как он снял видео о том, как занимался ловлей покемонов в храме РПЦ в Екатеринбурге. В конечном итоге серия была показана на 2х2 в апреле 2018 года, но без включения данной сцены.